# Велика Дапчевица
Велика Дапчевица је насељено мјесто града Грубишног Поља, у Бјеловарско-билогорској жупанији, Република Хрватска.

## Географија
Велика Дапчевица се налази око 9 км источно од Грубишног Поља.

## Историја
Место је почетком 20. века било парохијска филијала православне парохије у месту Велика Ператовица.
Велика Дапчевица је имала своју православну цркву посвећену Св. арханђелу Михаилу, подигнуту 1782. године. Ту се налазило и српско православно гробље.
Месна основна школа је такође била школска филијала оне главне, у Ператовици. Године 1905. учитељ Маријан Буде је радио са 46 ђака у редовној настави и још са 15 у пофторној школи.

## Становништво
Према попису становништва из 2011. године, насеље Велика Дапчевица је имало 32 становника.
| Националност       | 1991. | 1981. | 1971. | 1961. |
| Срби               | 94    | 124   | 172   | 204   |
| Хрвати             | 4     | 10    | 12    | 24    |
| Југословени        | 6     | 11    |       |       |
| остали и непознато | 1     | 8     | 36    | 52    |
| Укупно             | 105   | 153   | 220   | 280   |

| Демографија | Демографија | Демографија |
| Година      | Становника  | Становника  |
| ----------- | ----------- | ----------- |
| 1961.       | 280         |             |
| 1971.       | 220         |             |
| 1981.       | 153         |             |
| 1991.       | 105         |             |
| 2001.       | 85          |             |
| 2011.       |             | 32          |